# Real Feelings
Real Feelings is een nummer van de Nederlandse indiepopband Rondé uit 2020.
Frontvrouw Rikki Borgelt legt uit waar het nummer over gaat: "Real Feelings gaat over het feit dat ik wel eens worstel met het idee van liefde. Bestaat het of is het een illusie? Uiteindelijk willen velen van ons samen zijn en zijn we stiekem continu op zoek naar connectie. Meer dan eens eindigt het helaas teleurstellend. Wellicht is dat omdat we simpelweg ‘echte gevoelens’ in ons hoofd creëren. Een liefdes mirage. De vraag die ik mezelf meermaals heb gesteld: is deze connectie echt of probeer ik mezelf ervan te overtuigen dat dit een echte connectie is puur, omdat ik het graag zou willen?".
Het poppy nummer bereikte zowel de Nederlandse Top 40 als de Tipparade niet.

## Tracklijst
- Muziekdownload

1. "Real Feelings" - 3:12